# André Borschberg

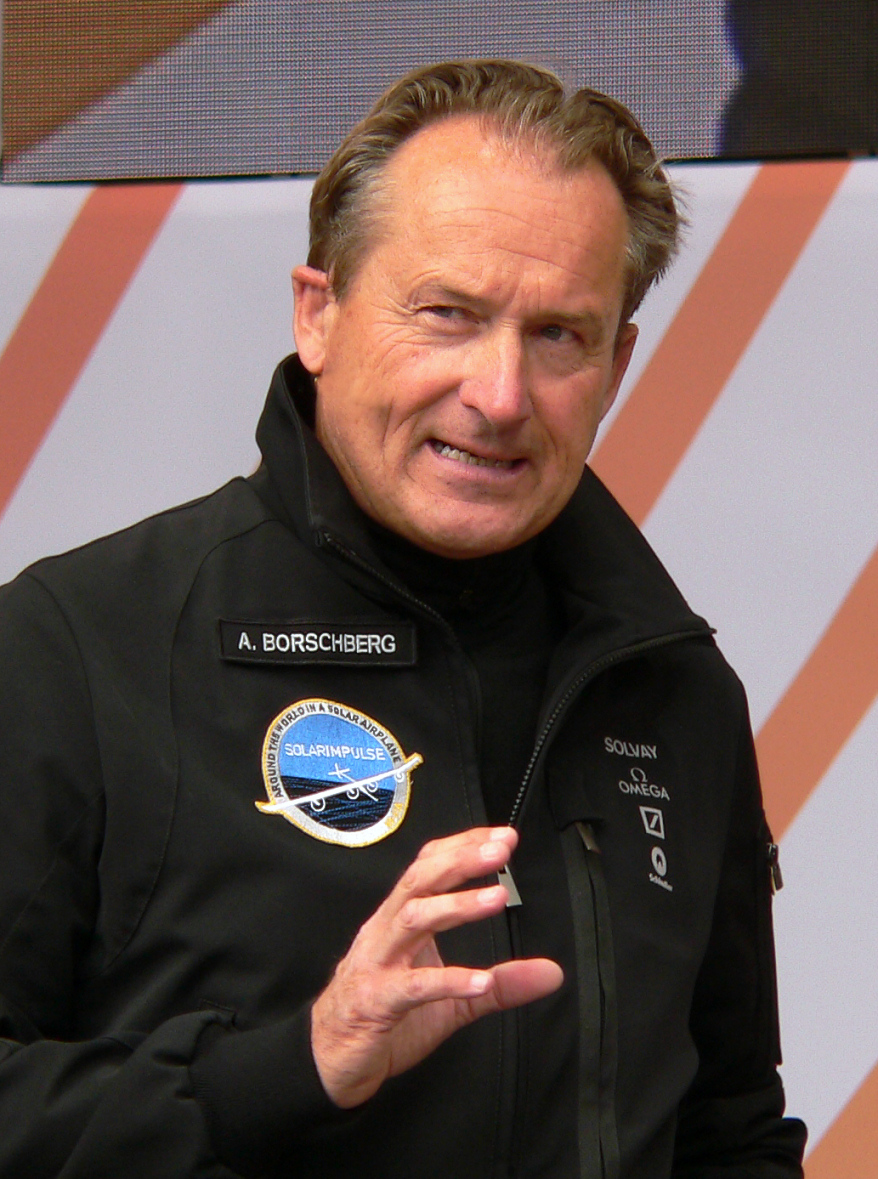
André Borschberg en 2011

André Borschberg (Zürich, 13 de diciembre de 1952) es un hombre de negocios y piloto suizo. Es cofundador del proyecto Solar Impulse y el 7 de julio de 2010 completó el primer vuelo impulsado por energía solar las 24 horas. En este vuelo estableció récords para el vuelo más largo tripulado impulsado por energía solar y para la mayor altura alcanzada por un avión solar tripulado.
Borschberg voló como piloto de jet de la Fuerza Aérea Suiza antes de su trabajo con el Solar Impulse. Es ingeniero graduado del MIT Sloan School of Management y tiene una sólida experiencia en la creación y dirección de empresas. Su pasión por la aviación y su interés en las soluciones innovadoras le han llevado a formar un equipo con Bertrand Piccard, como CEO de Solar Impulse.